# Atoposauridae
De Atoposauridae zijn een familie van uitgestorven krokodilachtige archosauriërs die behoren tot Neosuchia.
De familie werd in 1871 benoemd door Paul Gervais.
Een klade Atoposauridae werd in 2016 gedefinieerd als de groep bestaande uit Atoposaurus jourdani von Meyer, 1850, en alle soorten nauwer verwant aan Atoposaurus dan aan Crocodylus Laurenti, 1768.
De meerderheid van de familie is bekend van de mariene afzettingen van het Laat-Jura tot het Vroeg-Krijt in Frankrijk, Portugal en Beieren in Zuid-Duitsland. De ontdekking van het geslacht Aprosuchus verlengt echter de duur van de afstamming tot het Laat-Krijt in Roemenië. De oudste vormen duiken op in het Bajocien.
De meeste soorten zijn klein en heterodont. Hun schedels zijn kort en breed, met een tongvormige snuit. De oogkassen zijn opvallend groot. Ook de bovenste slaapvensters zijn groot.
Verschillende synapomorfieën zijn voorgesteld. De neusgaten worden van bovenaf volledig gedeeld door de voorste takken van de neusbeenderen. De beenbalk tussen de neusgaten, gevormd door de praemaxillae, steekt uit vóór de hoofdlichamen van de praemaxillae. De bovenrand van het postorbitale heeft een uitholling of trog op de onderzijde. Een groot deel van de achterrand en onderrand van het onderste slaapvenster wordt gevormd door het quadratojugale. De oorgang tussen squamosum en quadratum opent naar achteren. De (pseudo)caniniforme tanden zijn homodont.

## Fylogenie
|  | Alligatorium   |
|  |                |
|  | Alligatorellus |
|  |                |
|  | Atoposaurus    |
|  |                |

|  | Montsecosuchus |
|  |                |
|  | Theriosuchus   |
|  |                |

|  | Alligatorium   |
|  |                |
|  | Alligatorellus |
|  |                |
|  | Atoposaurus    |
|  |                |

|  | Montsecosuchus |
|  |                |
|  | Theriosuchus   |
|  |                |